# Hirtella insignis
Hirtella insignis är en tvåhjärtbladig växtart som beskrevs av Ghillean `Iain' Tolmie Prance och John Isaac Briquet. Hirtella insignis ingår i släktet Hirtella och familjen Chrysobalanaceae. Inga underarter finns listade i Catalogue of Life.